# Siêu cúp bóng đá châu Âu 2001
UEFA Super Cup 2001 là trận tranh Siêu cúp bóng đá châu Âu giữa đội vô địch Champions League Bayern München và đội vô địch UEFA Cup Liverpool.  Trận đấu diễn ra vào ngày 24 tháng 8 năm 2001, tại sân Stade Louis II của Monaco.
Trận đấu kết thúc với tỷ số 3-2, phần thắng nghiêng về Liverpool. Ba bàn của Liverpool được thực hiện bởi John Arne Riise, Emile Heskey và Michael Owen. Hasan Salihamidzic và Carsten Jancker là những người ghi bàn cho Bayern.

## Tóm tắt kết quả
| Bayern München                 | 2–3      | Liverpool                         |
| ------------------------------ | -------- | --------------------------------- |
| Salihamidžić 57' · Jancker 82' | Chi tiết | Riise 23' · Heskey 45' · Owen 46' |

| Bayern Munich | Liverpool |

| TM               | 1  | Oliver Kahn (c)    |  |     |
| HV               | 2  | Willy Sagnol       |  |     |
| HV               | 6  | Pablo Thiam        |  |     |
| HV               | 12 | Robert Kovač       |  |     |
| HV               | 25 | Thomas Linke       |  |     |
| TV               | 3  | Bixente Lizarazu   |  |     |
| TV               | 10 | Ciriaco Sforza     |  | 66' |
| TV               | 20 | Hasan Salihamidžić |  | 72' |
| TV               | 23 | Owen Hargreaves    |  |     |
| TĐ               | 9  | Giovane Élber      |  |     |
| TĐ               | 14 | Claudio Pizarro    |  | 66' |
| Dự bị:           |    |                    |  |     |
| TM               | 22 | Bernd Dreher       |  |     |
| HV               | 4  | Samuel Kuffour     |  |     |
| TV               | 8  | Niko Kovač         |  | 66' |
| TV               | 17 | Thorsten Fink      |  |     |
| TĐ               | 19 | Carsten Jancker    |  | 66' |
| TĐ               | 21 | Alexander Zickler  |  |     |
| TĐ               | 24 | Roque Santa Cruz   |  | 72' |
| Huấn luyện viên: |    |                    |  |     |
| Ottmar Hitzfeld  |    |                    |  |     |

| TM               | 1  | Sander Westerveld |     |     |
| HV               | 6  | Markus Babbel     |     |     |
| HV               | 2  | Stéphane Henchoz  |     |     |
| HV               | 4  | Sami Hyypiä       |     |     |
| HV               | 23 | Jamie Carragher   |     |     |
| TV               | 17 | Steven Gerrard    |     | 66' |
| TV               | 21 | Gary McAllister   |     |     |
| TV               | 16 | Dietmar Hamann    | 14' |     |
| TV               | 18 | John Arne Riise   |     | 70' |
| TĐ               | 8  | Emile Heskey      |     |     |
| TĐ               | 10 | Michael Owen      |     | 83' |
| Dự bị:           |    |                   |     |     |
| TM               | 19 | Pegguy Arphexad   |     |     |
| HV               | 27 | Grégory Vignal    |     |     |
| TV               | 11 | Jamie Redknapp    |     |     |
| TV               | 13 | Danny Murphy      |     | 70' |
| TV               | 25 | Igor Bišćan       |     | 66' |
| TĐ               | 9  | Robbie Fowler     |     | 83' |
| TĐ               | 37 | Jari Litmanen     |     |     |
| Huấn luyện viên: |    |                   |     |     |
| Gérard Houllier  |    |                   |     |     |

| Cầu thủ xuất sắc nhất: Michael Owen (Liverpool) Trọ lý trọng tài: Carlos Manuel Ferreira Matos (Bồ Đào Nha) Jose Manuel Silva Cardinal (Bồ Đào Nha) Trọng tài thứ tư: Antonio Manuel Almeida Costa (Bồ Đào Nha) | Quy định - 90 phút - 30 hiệp phụ nếu tỷ số hòa - Nếu hòa cả hai hiệp thì đá Penalty - Bảy cầu thủ ngồi trên băng ghế dự bị - Ba cầu thủ được quyền thay người |